# Songeons
Songeons je francouzská obec v departementu Oise v regionu Hauts-de-France. V roce 2012 zde žilo 1 084 obyvatel.

## Sousední obce
Escames, Gerberoy, Grémévillers, Lachapelle-sous-Gerberoy, Loueuse, Morvillers

## Vývoj počtu obyvatel
Počet obyvatel 